# Erythronium

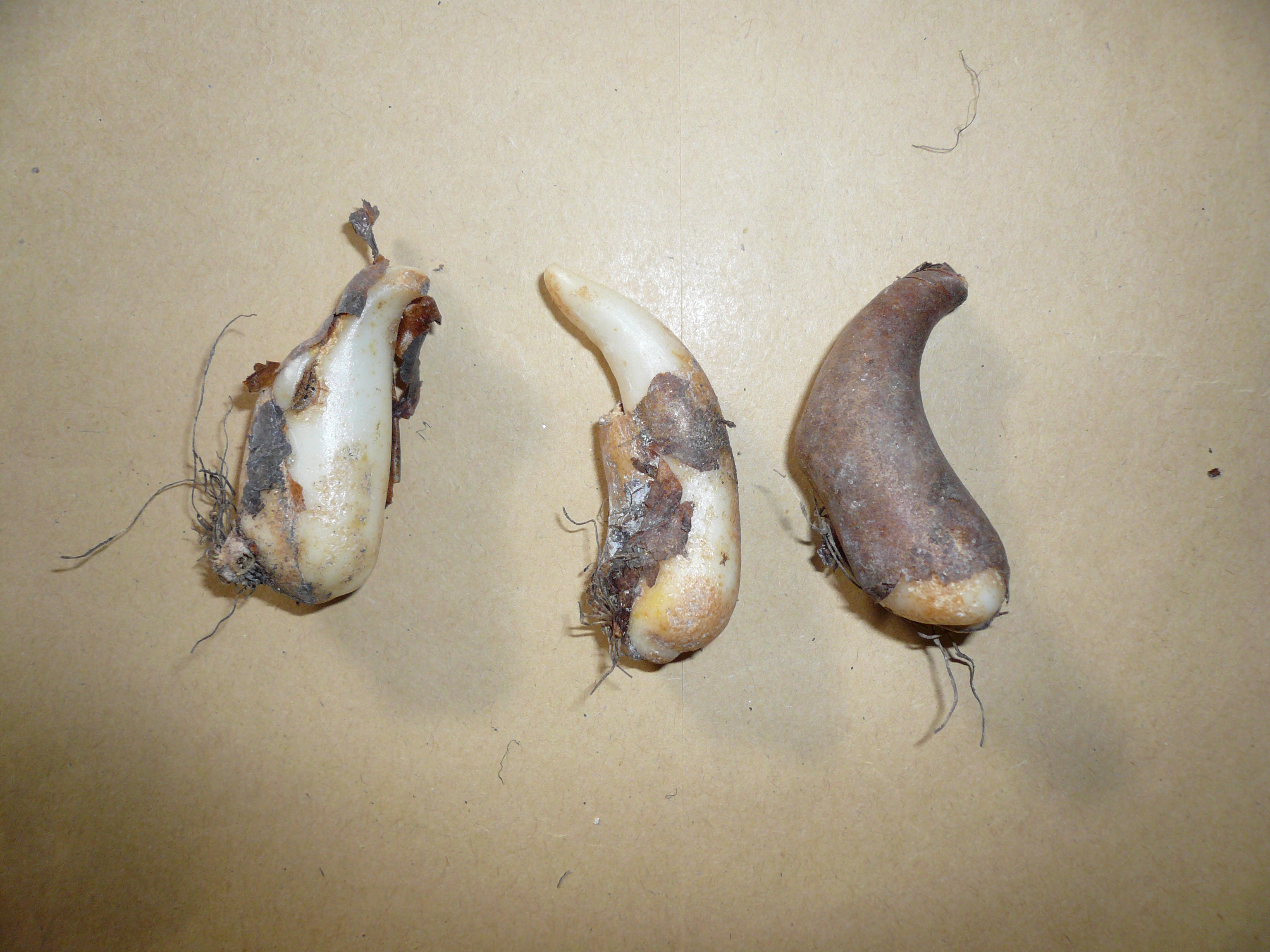
Bollen van Erythronium 'White Beauty'

Erythronium is een geslacht uit de leliefamilie (Liliaceae). Naargelang de opvatting van de auteur zijn er twintig tot dertig soorten: een in Europa, drie in Azië en alle andere in Noord-Amerika, waarvan de meerderheid in het westelijk deel ervan.
De plant heeft slechts twee langwerpige grondbladeren, die meestal gevlekt of gemarmerd zijn - een beetje zoals bij een regenboogforel; vandaar de Engelse volksnaam 'trout lily'. De bloemen verschijnen, alleen of met een paar, op een dunne bladloze stengel.
Deze lentebloeiende bolplanten hebben hun Nederlandstalige volksnaam 'hondstand' te danken aan de smalle langwerpige bol, die op de hoektand van een hond lijkt.

## Soortenlijst
29 soorten zijn geaccepteerd
- Erythronium albidum Nutt.
- Erythronium americanum Ker Gawl.
- Erythronium californicum Purdy
- Erythronium caucasicum Woronow
- Erythronium citrinum S.Watson
- Erythronium dens-canis L. – hondstand
- Erythronium elegans P.C.Hammond & K.L.Chambers
- Erythronium grandiflorum Pursh
- Erythronium helenae Applegate
- Erythronium hendersonii S.Watson
- Erythronium howellii S.Watson
- Erythronium idahoense H.St.John & G.N.Jones
- Erythronium japonicum Decne.
- Erythronium klamathense Applegate
- Erythronium mesochoreum Knerr
- Erythronium montanum S.Watson
- Erythronium multiscapideum (Kellogg) A.Nelson & P.B.Kenn.
- Erythronium oregonum Applegate
- Erythronium pluriflorum Shevock, Bartel & G.A.Allen
- Erythronium propullans A.Gray
- Erythronium purpurascens S.Watson
- Erythronium pusaterii (Munz & J.T.Howell) Shevock, Bartel & G.A.Allen
- Erythronium quinaultense G.A.Allen
- Erythronium revolutum Sm.
- Erythronium rostratum W.Wolf
- Erythronium sibiricum (Fisch. & C.A.Mey.) Krylov
- Erythronium taylorii Shevock & G.A.Allen
- Erythronium tuolumnense Applegate
- Erythronium umbilicatum C.R.Parks & Hardin

## Geografische Verspreiding van de Soorten

### Soorten uit de Oude Wereld
- Erythronium dens-canis L., de enige Europese soort, is afkomstig uit de bergen van Zuid-Europa. Zij heeft fraai gevlekte bladeren en een roze bloem met donkerdere keel en paarse helmknoppen op een 10 cm hoge stengel. Var. niveum Baumg. uit Roemenië heeft een witte bloem.
- Erythronium caucasicum Woronow uit de Kaukasus en Noord-Iran heeft een witte bloem met gele meeldraden.
- Erythronium sibiricum (Fisch. & Mey.) Krylov uit Centraal-Azië, vooral het Altaï-gebergte, heeft een roze bloem met brede witte keel en gele helmknoppen.
- Erythronium japonicum Decne. uit Japan heeft ongevlekte bladeren en een grotere donkerroze bloem.

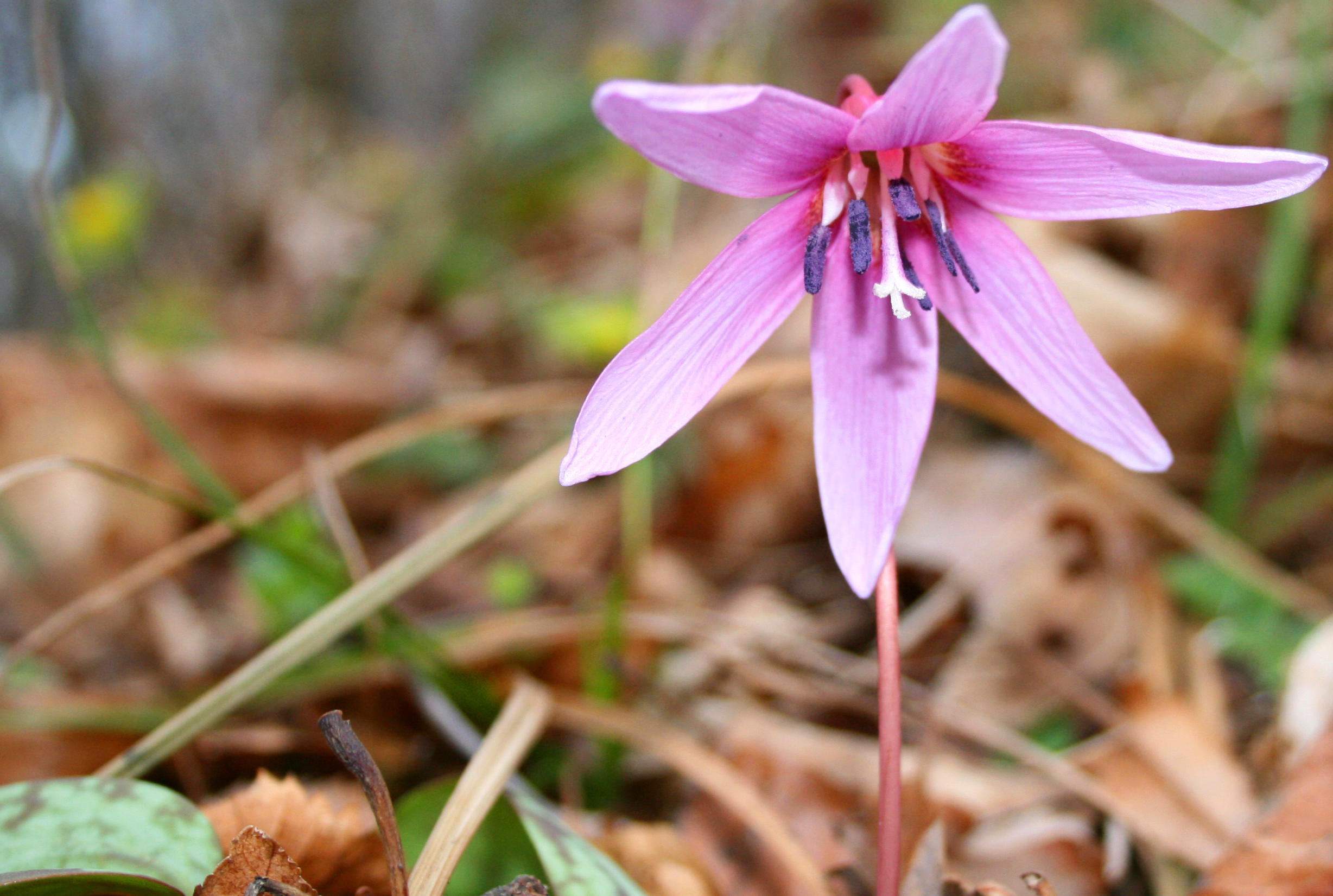
Erythronium dens-canis
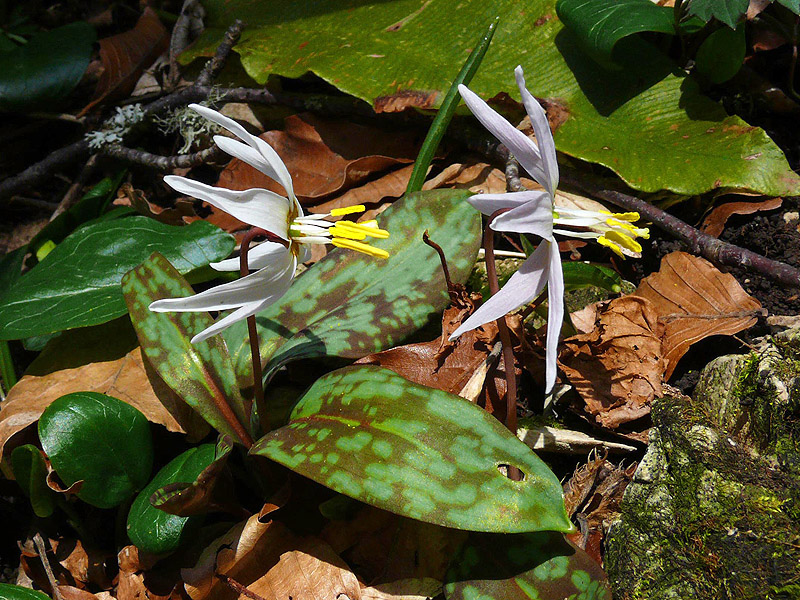
Erythronium caucasicum
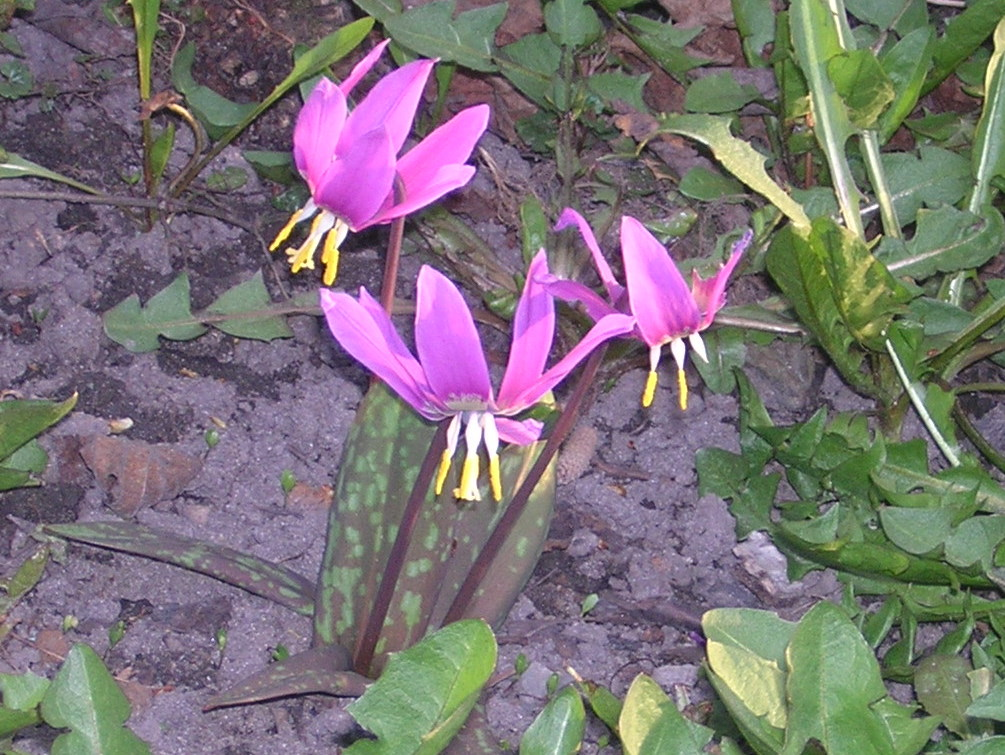
Erythronium sibiricum
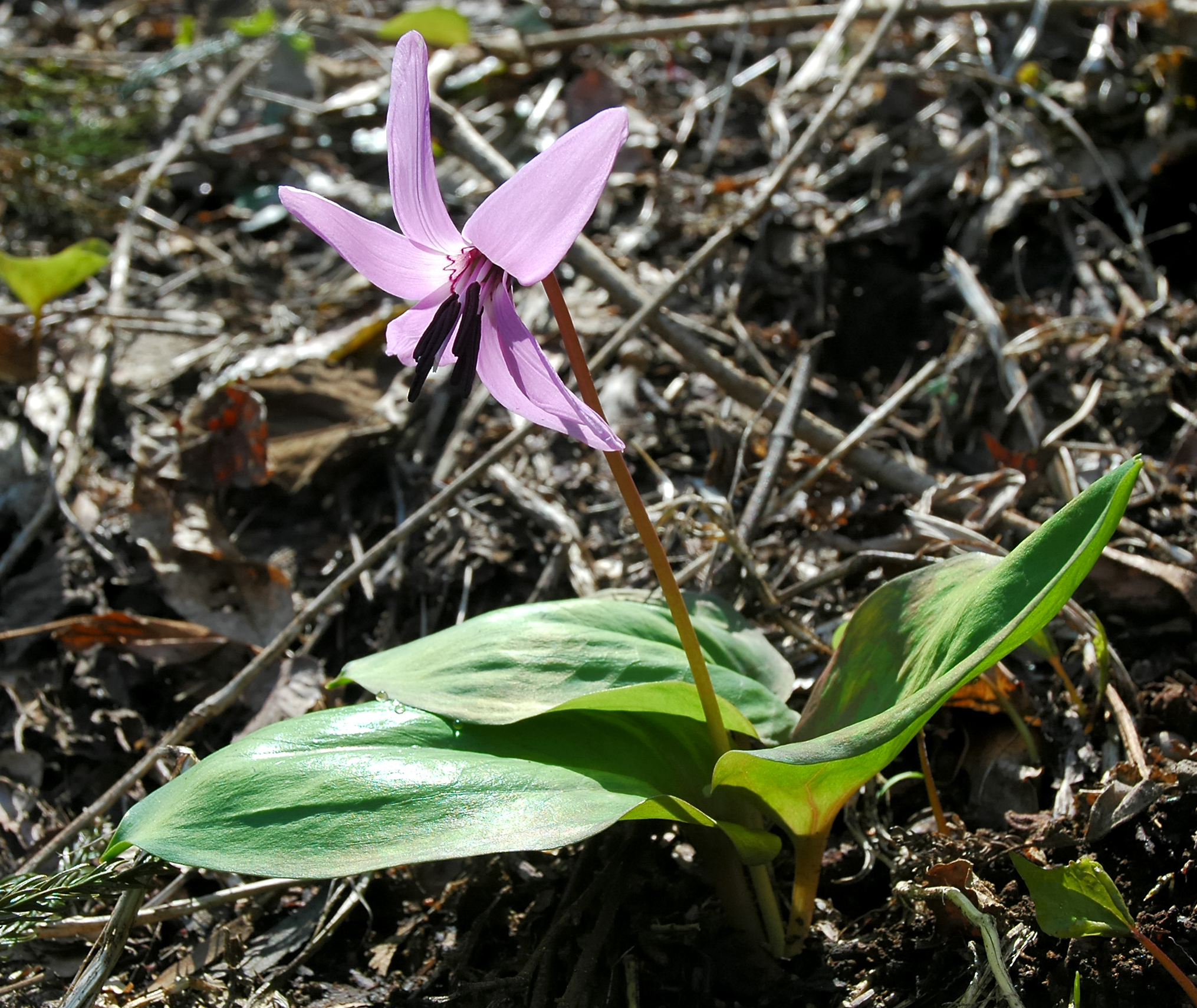
Erythronium japonicum

### Soorten uit het oostelijk deel van Noord-Amerika

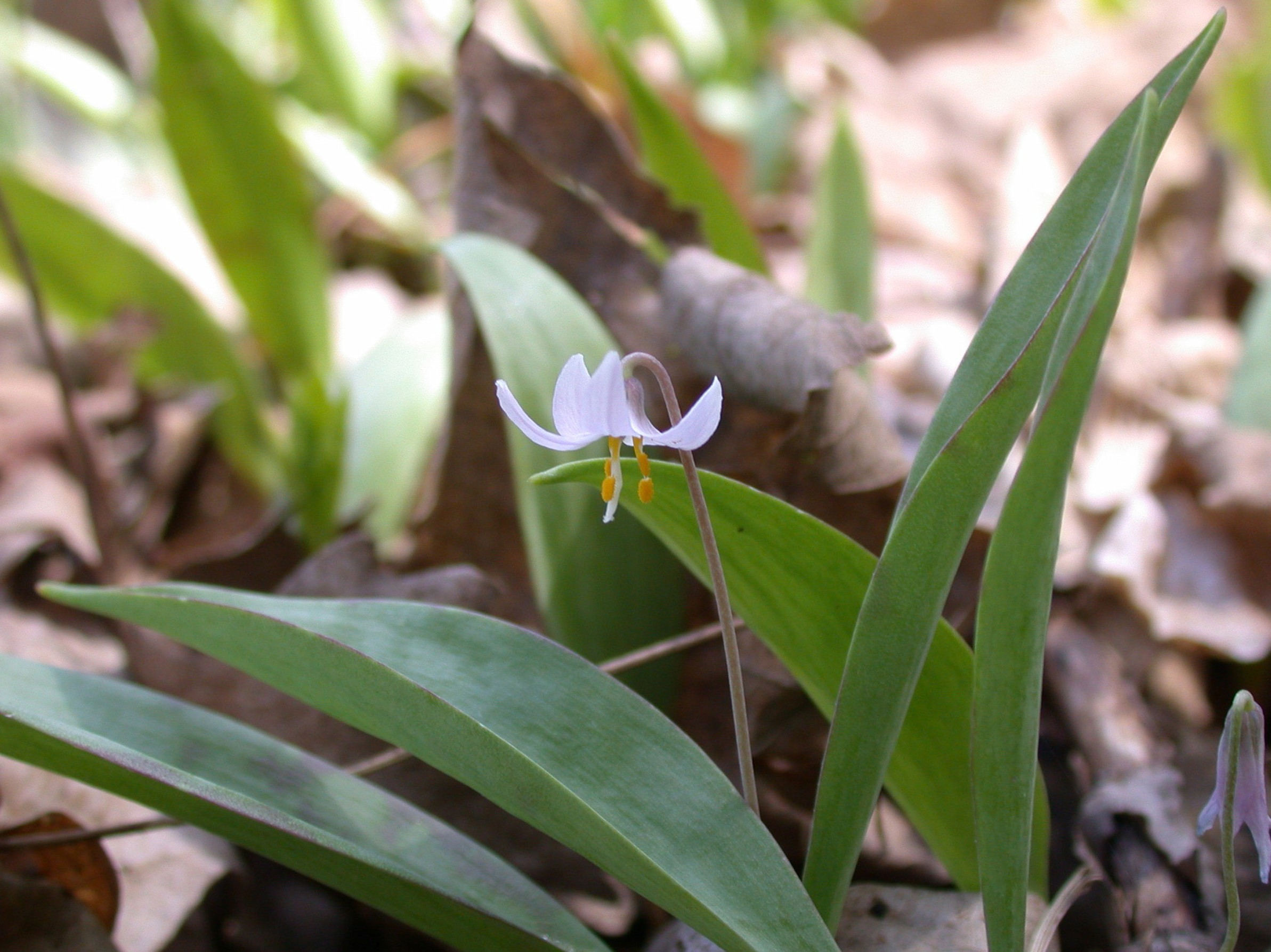
Erythronium propullans

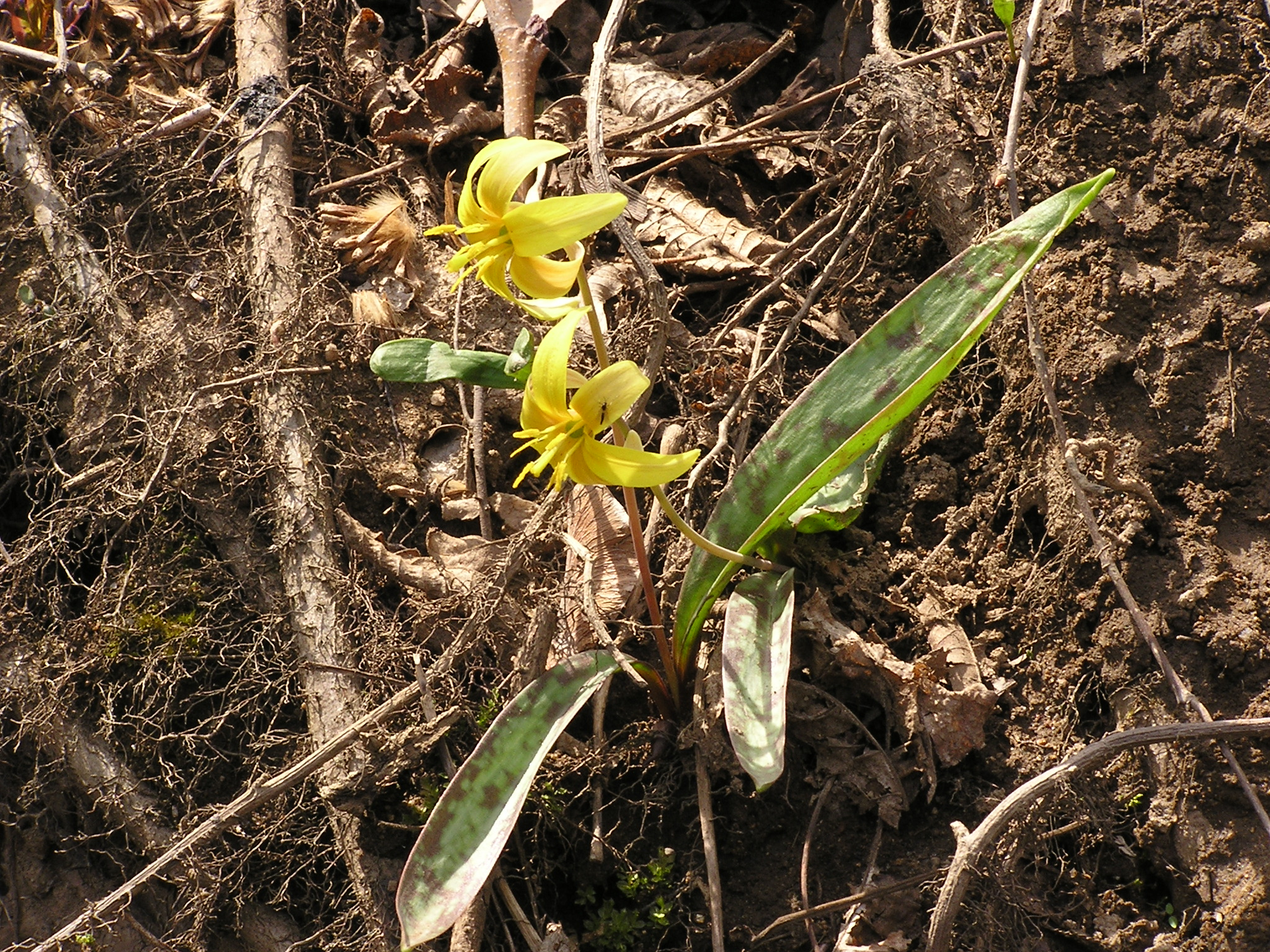
Erythronium americanum

Zoals de Euraziatische soorten hebben de oostelijke soorten eenbloemige bloeistengels. Zij hebben meestal gevlekte bladeren.
- Soorten met witte tot roze bloem:
  - Erythronium albidum Nutt., een kleine soort uit de noordoostelijke staten en Canada, heeft een witte bloem met gele keel en crèmekleurige meeldraden.
  - Erythronium mesochoreum Knerr, een gelijkaardige soort uit het Midwest, heeft groene of onduidelijk gevlekte bladeren en een witte of lichtroze bloem, die vaak niet volledig opengaat.
  - Erythronium propullans Gray, een zeldzame soort uit Minnesota met groene of onduidelijk gevlekte bladeren, heeft een kleine, roze tot dieproze, soms witte bloem.
- Soorten met gele bloem:
  - Erythronium americanum Ker-Gawl., een wijdverspreide sierlijke soort, heeft een gele bloem met donkerder gevlekte bloemkeel.
  - Erythronium rostratum W. Wolf, een gelijkende soort uit Alabama en Tennessee, onderscheidt zich ervan door de aanwezigheid van oortjes aan de basis van de tepalen.
  - Erythronium umbilicatum Parks & Hardin uit West Virginia en North Carolina heeft fraai gevlekte bladeren en een goudgele bloem, die van buiten bruinrood getekend is.

### Soorten uit het westelijk deel van Noord-Amerika
De westelijke soorten hebben meerbloemige boeistengels. Behalve de geelbloeiende soorten en een paar witte soorten hebben ze dikwijls fraai gemarmerde bladeren. Ze groeien vooral op de Coast Ranges en op de subalpiene zone van het Cascadegebergte (Oregon) en van de Sierra Nevada (Californië).

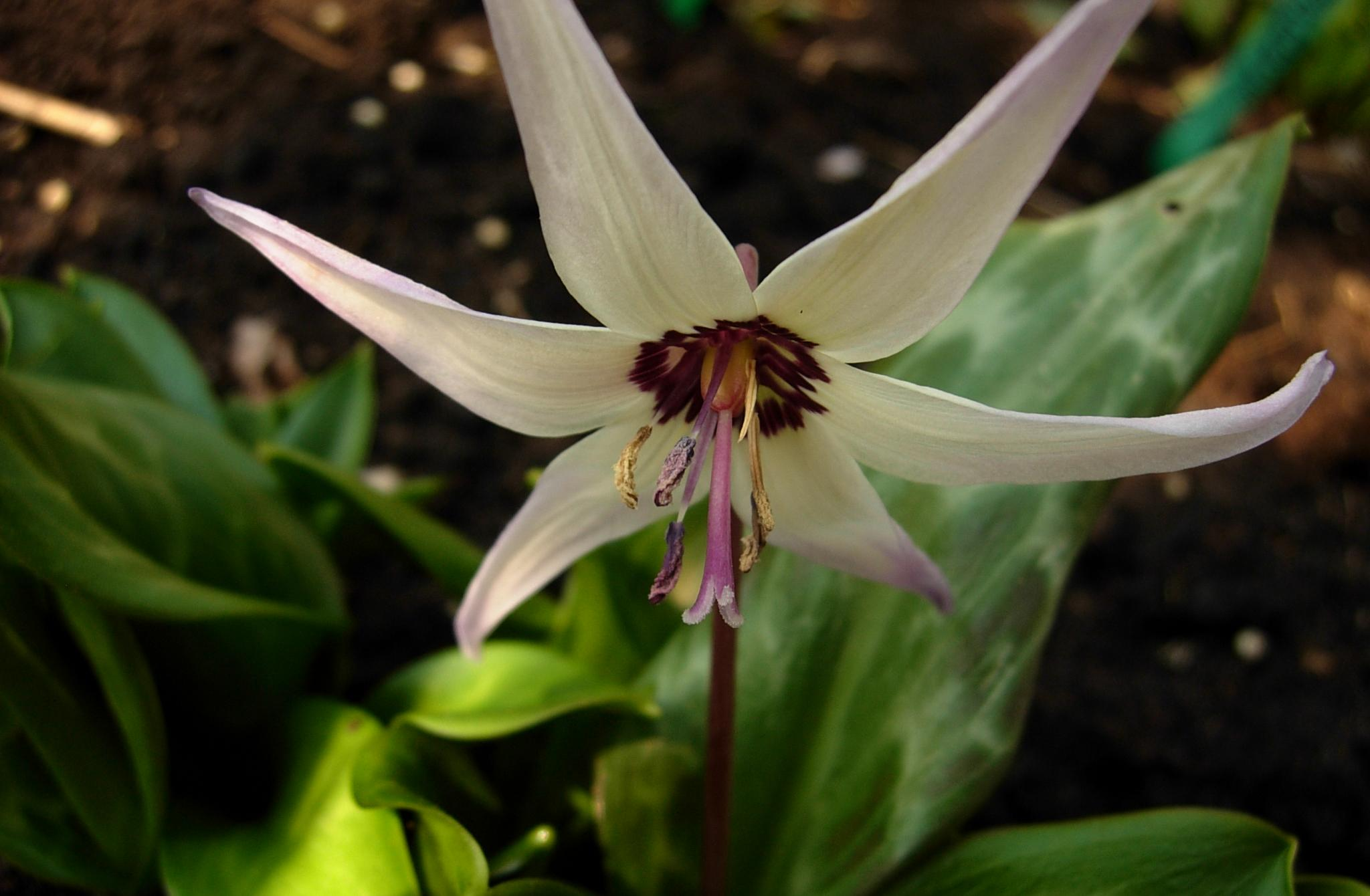
Erythronium hendersonii

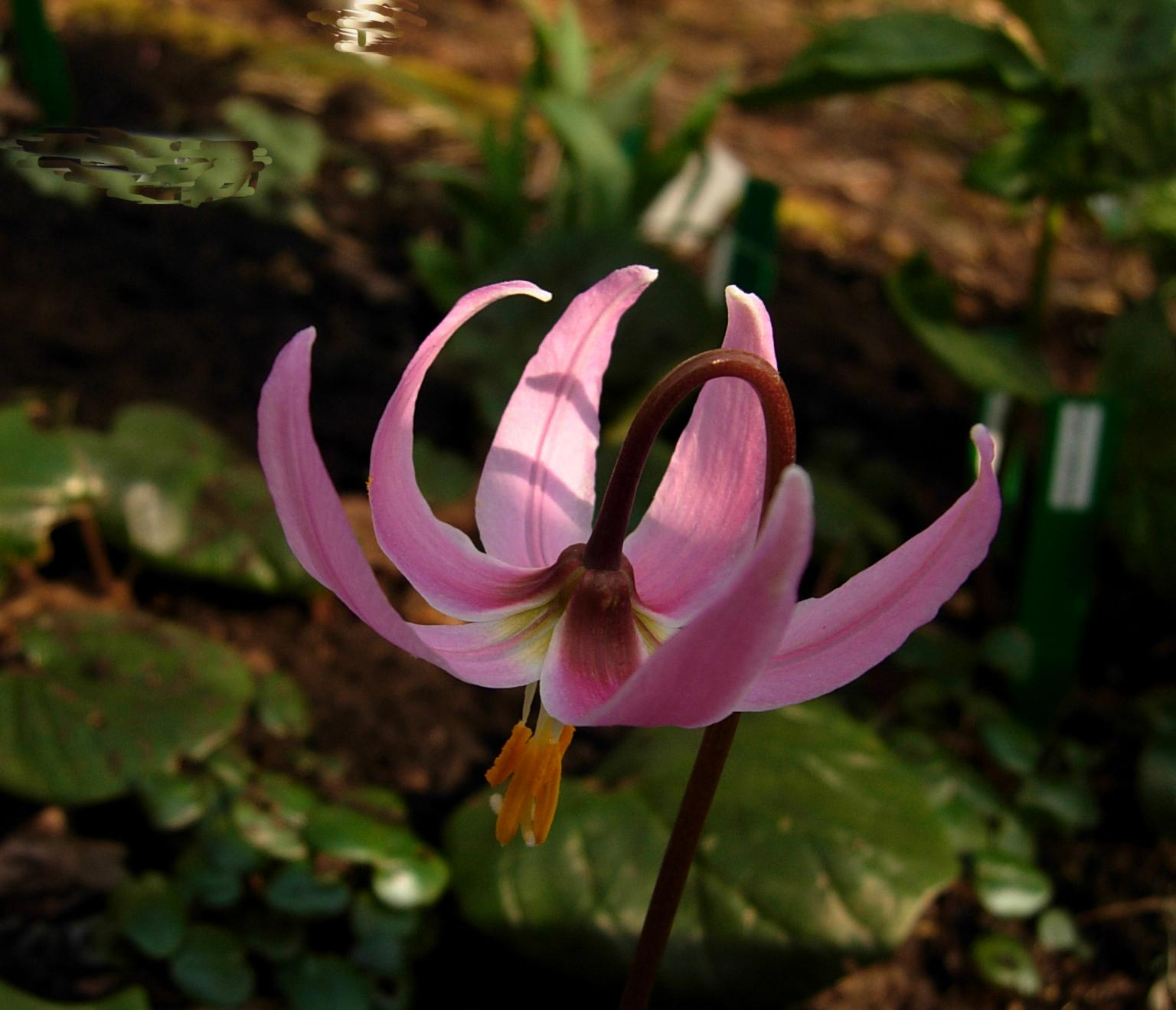
Erythronium revolutum

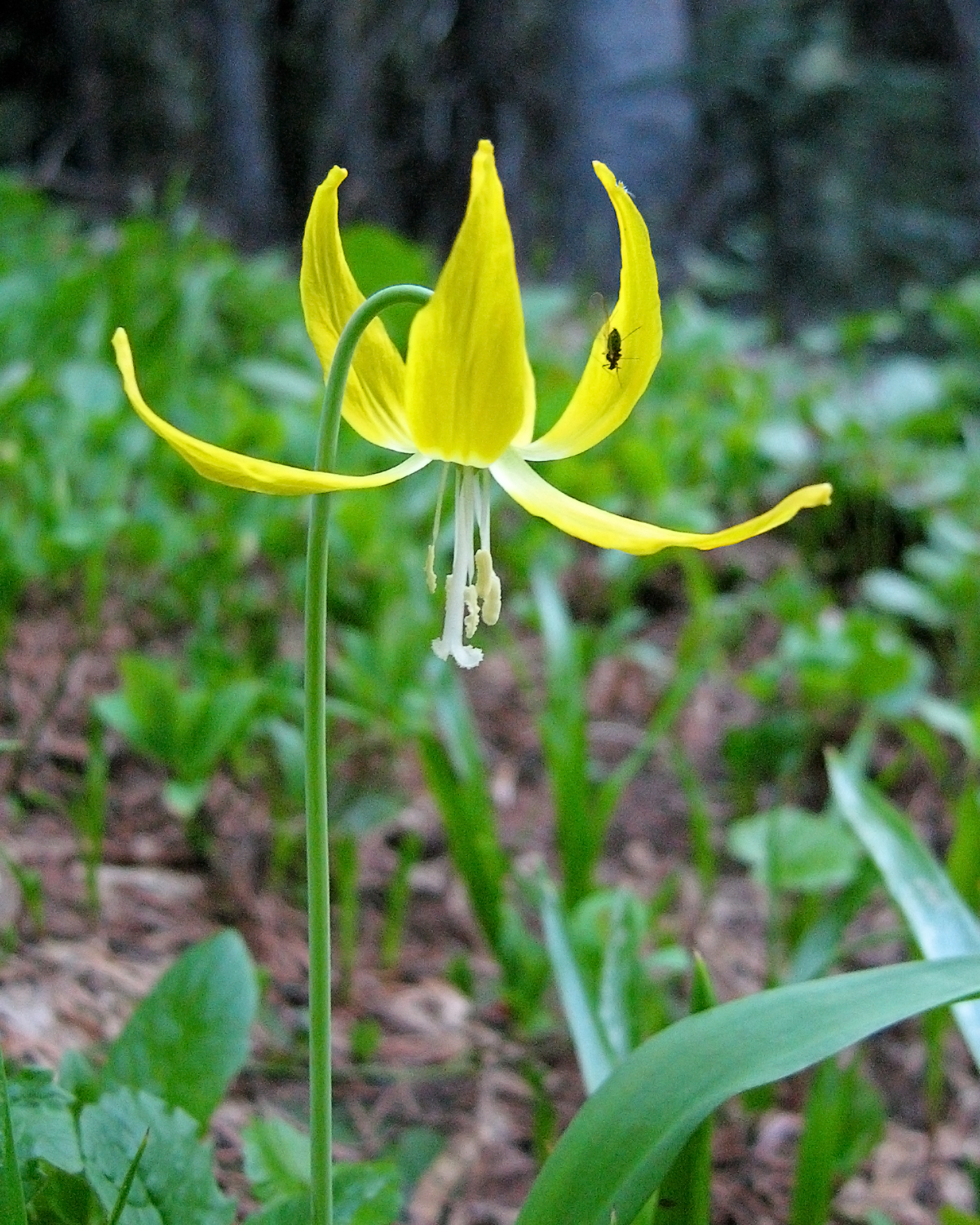
Erythronium grandiflorum

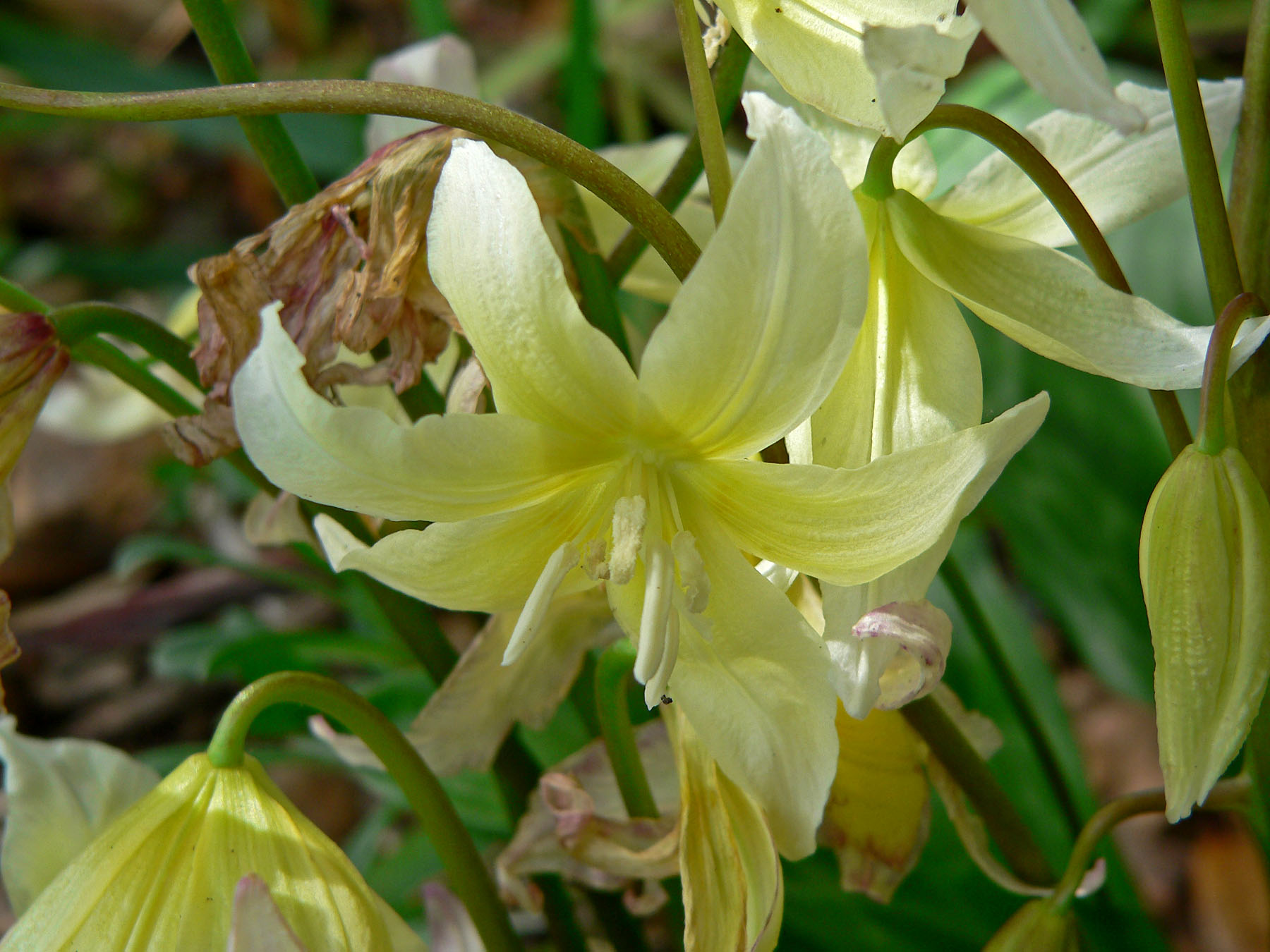
Erythronium californicum

- Soorten met witte of roze bloemen:
  - Erythronium elegans Hammond & Chambers uit de Coast Ranges van Oregon heeft grote witte tot lichtroze bloemen.
  - Erythronium hendersonii S. Wats. uit de Siskyiou Mountains heeft lavendelkleurige bloemen met een purperen keel en purperen meeldraden.
  - Erythronium klamathense Appleg. uit de grensstreek tussen Oregon en Californië heeft ongevlekte bladeren en witte bloemen met een groenachtige keel.
  - Erythronium revolutum Sm., uit de noordwestelijke Coast Ranges (tot Centraal Californië) heeft witte tot roze bloemen met een gele keel en gele meeldraden.
  - Erythronium montanum S.Wats. uit de alpiene zone van het Cascadegebergte heeft ongevlekte bladeren en fraaiste witte bloemen met een oranje keel.
- Geelbloeiende soorten:
  - Erythronium grandiflorum Pursh uit het Cascadegebergte en de Rocky Mountains heeft grote gele bloemen met oortjes aan de basis van de tepalen.
  - Erythronium idahoense St. John & G.N.Jones (synoniem: Erythronium grandiflorum subsp. candidum Piper ) heeft crèmewitte bloemen met een groengele keel.
  - Erythronium tuolumnense Appleg. uit lager gelegen gebieden in Californië heeft gelijkaardige bloemen met een geelgroene keel.
  - De zeldzame Erythronium pluriflorum Shevock, Bartel & Allen uit de Sierra Nevada heeft tot 10 kleinere gele bloemen per bloeistengel.
- Soorten met crèmewitte bloemen: De 10 andere, fel op elkaar lijkende soorten hebben crèmewitte bloemen met meestal een geel hart.
  - Erythronium californicum Purdy uit de Coast Ranges van Californië heeft bloemen met een gele tot bruine ring in de keel en witte meeldraden.
  - Erythronium citrinum S. Wats. (synoniem: Erythronium howellii S. Wats.) uit de grensstreek tussen Oregon en Californië heeft bloemen met oortjes aan de basis en een gele tot oranje keel.
  - Erythronium helenae Appleg. uit de Coast Ranges van Centraal Californië heeft grote bloemen met oortjes aan de basis van de tepalen en een gele keel, en gele meeldraden.
  - Erythronium multiscapoideum (Kellogg) A. Nelson & Kennedy uit de lagere zones van de Sierra Nevada is bijna stengelloos met tot 12 bloemen met een gele keel en witte meeldraden.
  - Erythronium oregonum Appleg. uit de noordwestelijke staten en British Columbia lijkt veel op Erythronium californicum. Hij onderscheidt zich ervan door de oortjes aan de basis van de tepalen en de meestal gele meeldraden met afgeplatte helmdraden.
  - Erythronium purpurascens S. Wats. uit het Cascadegebergte en de Sierra Nevada heeft ongevlekte bladeren en bloemen met een gele keel, die purperachtig verkleuren wanneer ze verslensen.
  - Erythronium pusaterii (Munz & Howell) Shevock, Bartel & Allen uit de Sierra Nevada heeft ongevlekte bladeren en tot 45 cm bloeistengel met bloemen met een heldergeel hart en oortjes aan de basis van de tepalen.
  - Erythronium taylorii Shevock & Allen, een zeldzame soort uit de Sierra Nevada die er pas in 1995 ontdekt werd, lijkt op en kleinere versie van de vorige soort.
- Een nieuwe soort:
  - Erythronium quinaultense G.A. Allen - een recentelijke soort, die gevonden werd in de Olympic Mountains in de Washington State, heeft witte bloemen zijn wit met een paarse zweem aan de basis. Sommige auteurs beschouwen die soort als tussen Erythronium montanum en Erythronium revolutum.

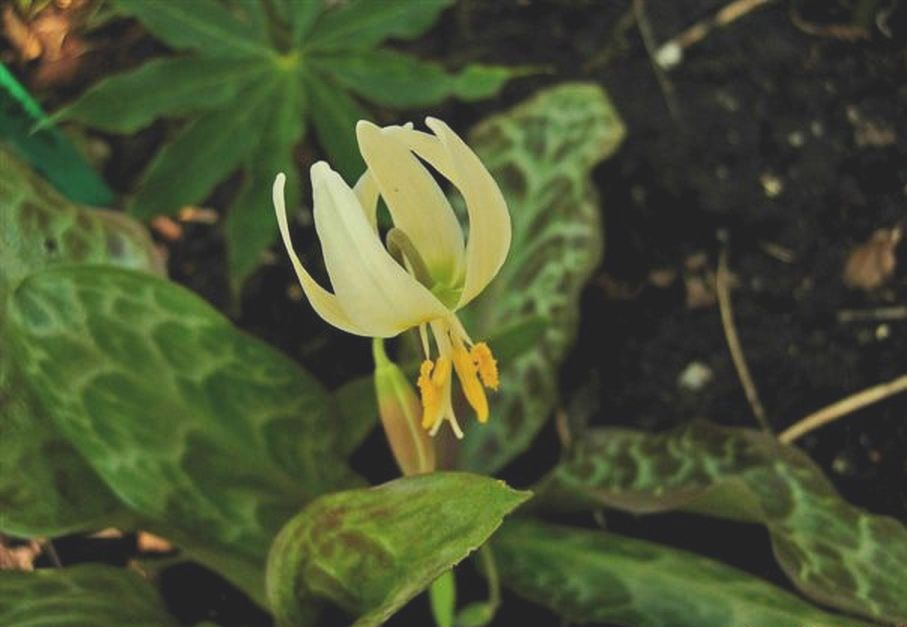
Erythronium citrinum
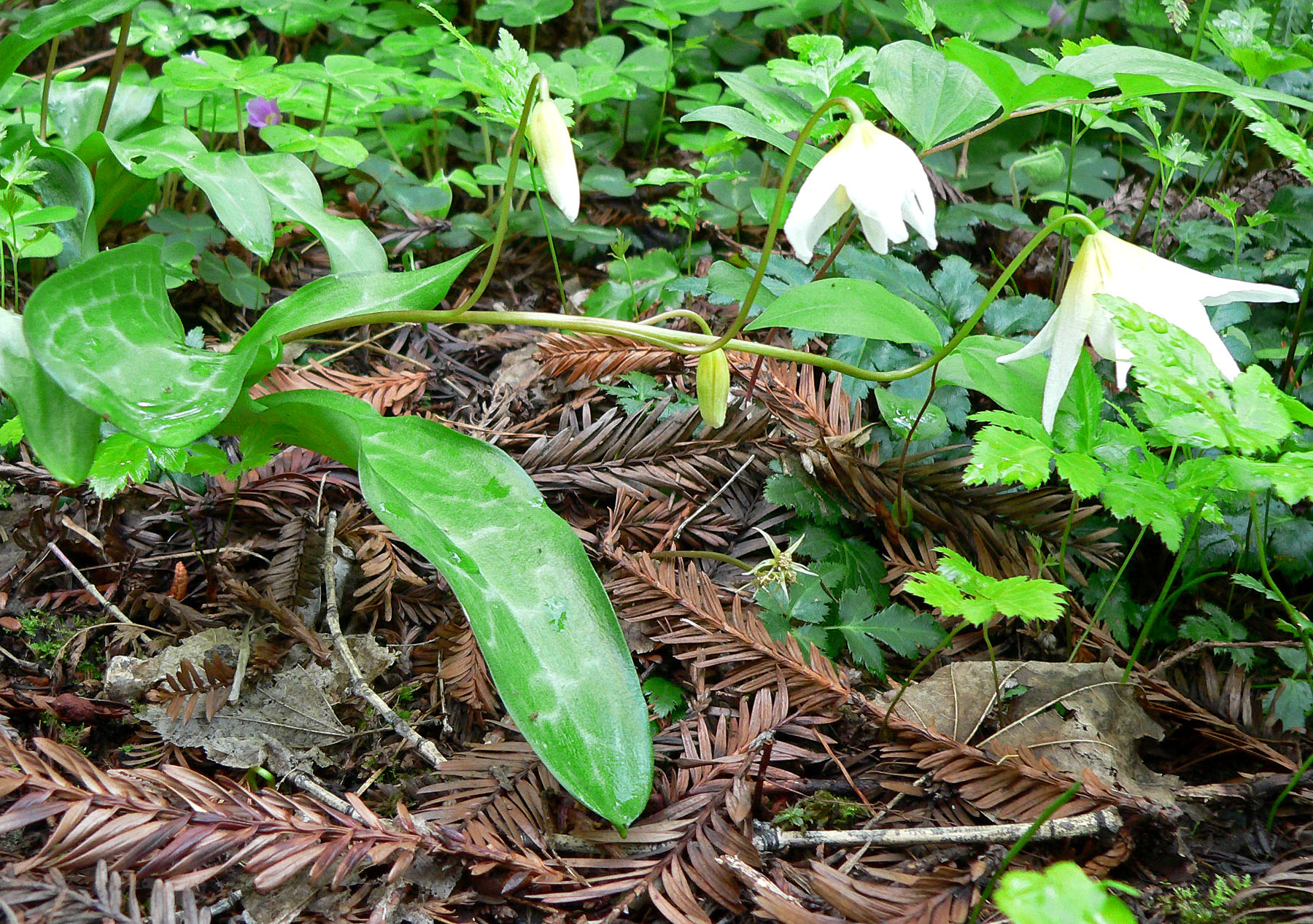
Erythronium helenae
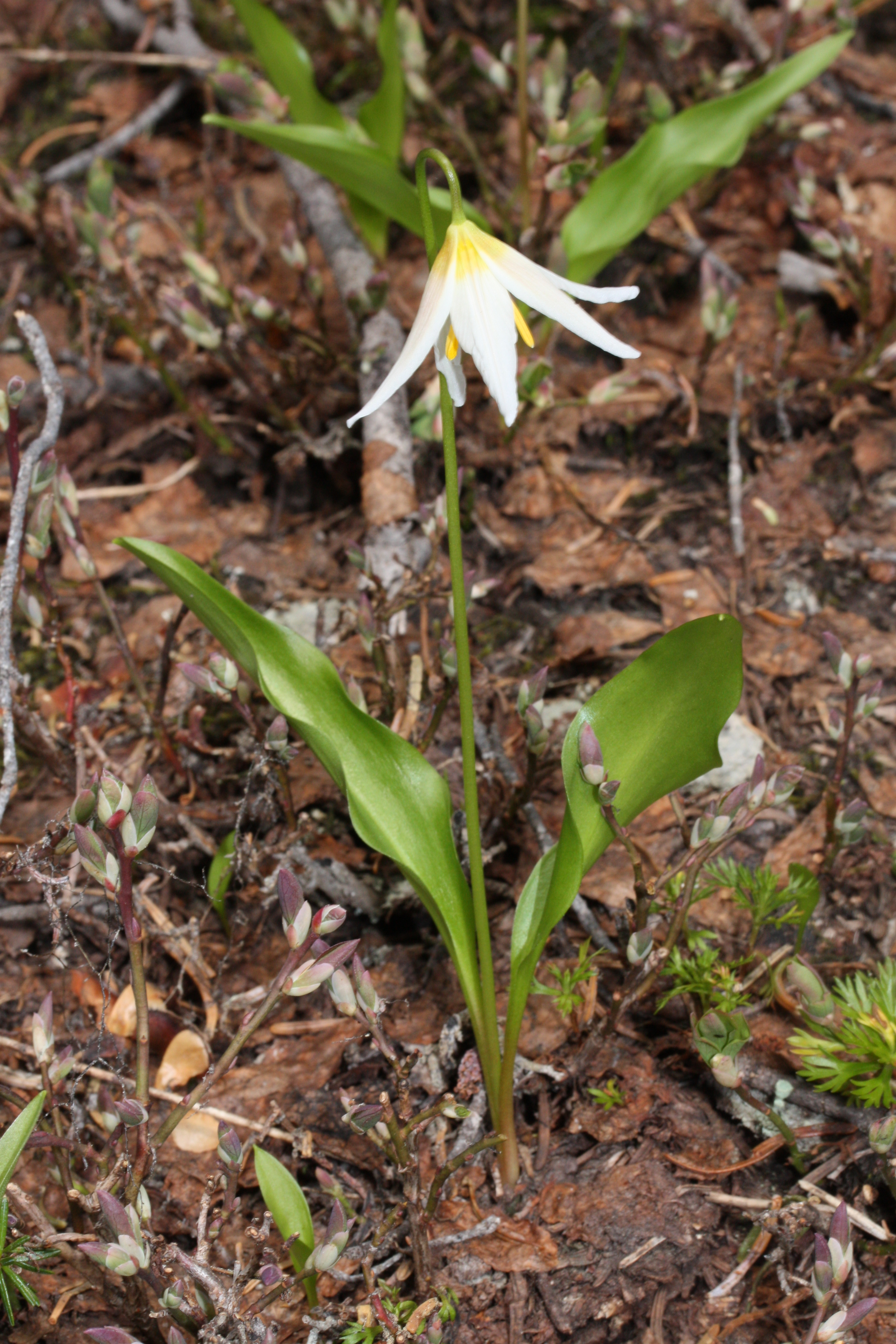
Erythronium montanum
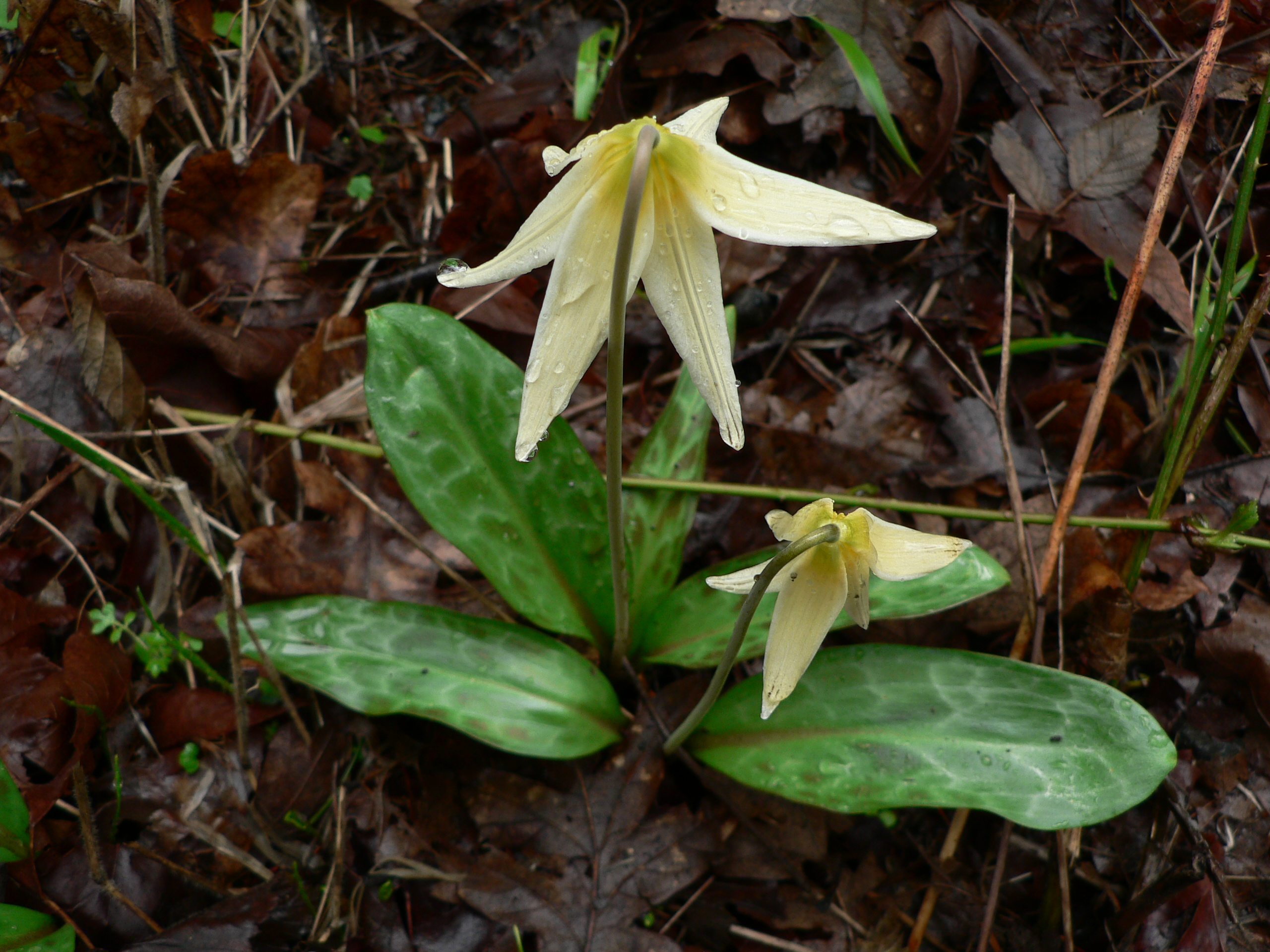
Erythronium oregonum
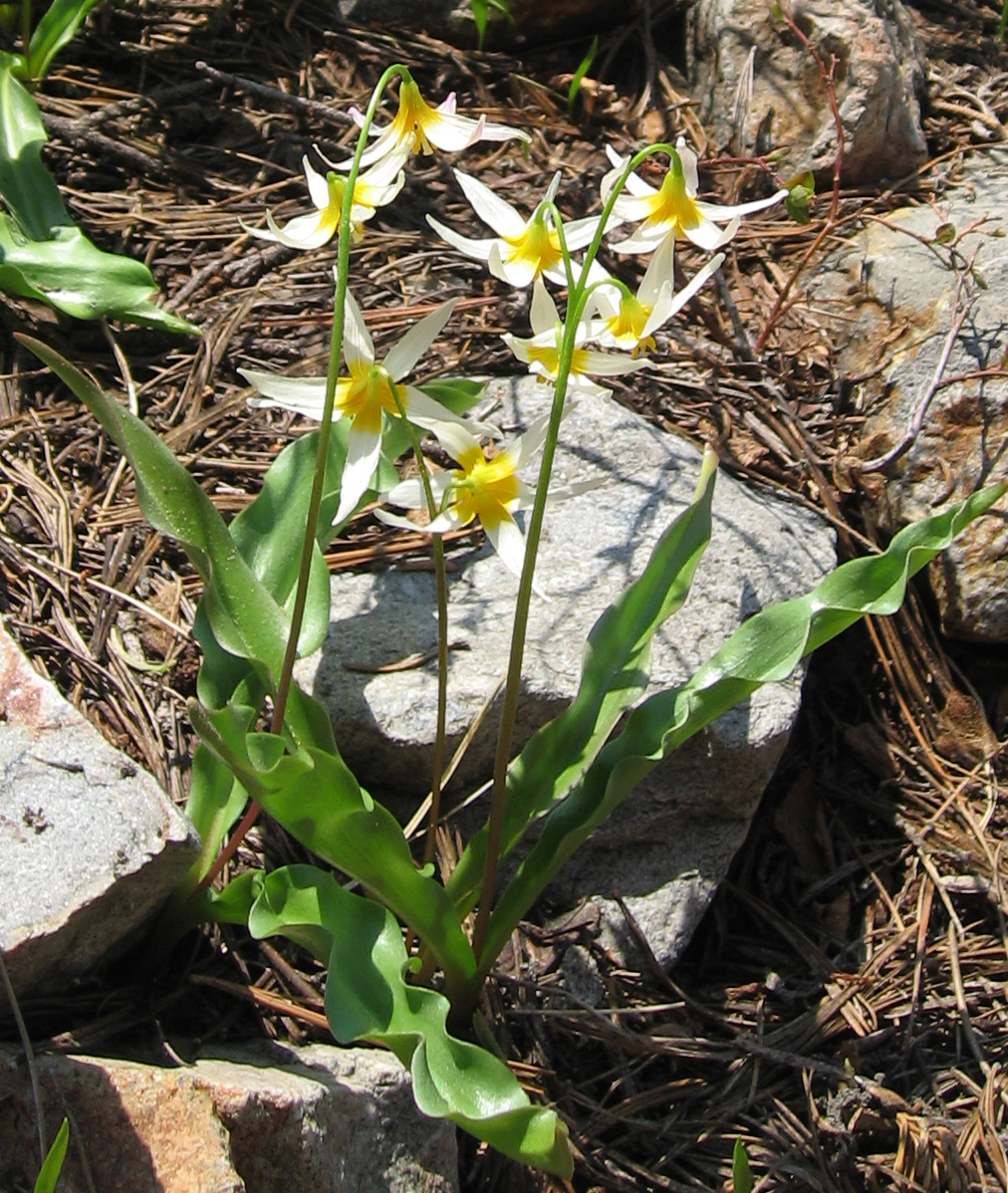
Erythronium purpurascens
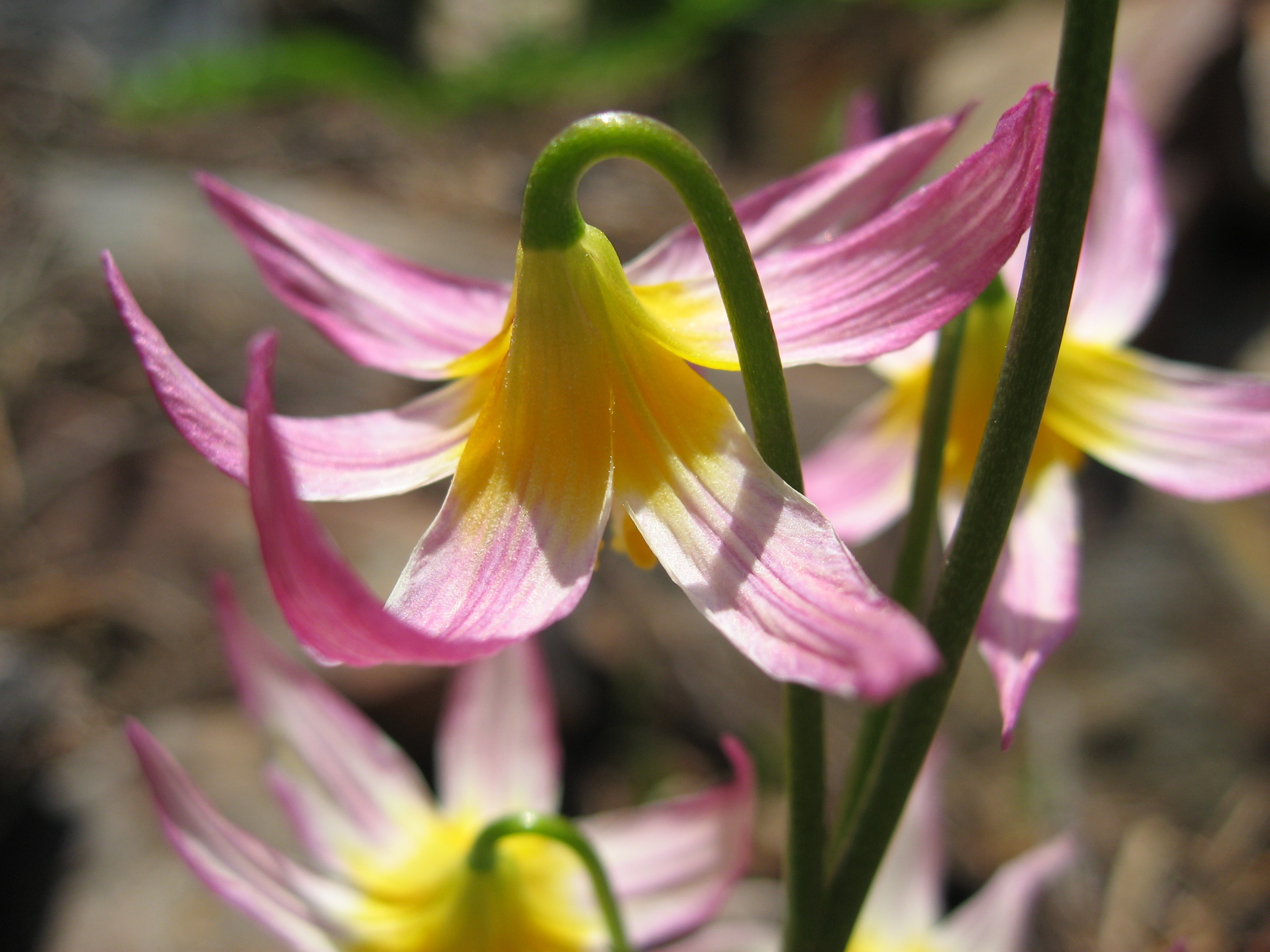
Erythronium purpurascens verwelkend

## Kweek
De bollen van de meeste soorten vermenigvuldigen zich heel traag en het duurt vier à vijf jaar voordat men uit zaad een bloeiende plant verkrijgt; de reden waarom zij redelijk duur zijn. De piepkleine bollen verdrogen gemakkelijk en verliezen daardoor snel hun kiemkracht. Zij moeten na aanschaf onmiddellijk geplant worden – liefst einde augustus begin september – in goed gedraineerde vochthoudende grond in de halfschaduw.
Erythronium dens-canis en de verwante Aziatische soorten zijn het gemakkelijkst te kweken. Erythronium japonicum is gevoelig voor slakkenvraat.
Een paar soorten uit het westelijk deel van Noord-Amerika worden door gespecialiseerde kwekers regelmatig aangeboden, onder andere de roze Erythronium hendersonii en Erythronium revolutum, de gele Erythronium tuolumnense, en de roomwitte Erythronium oregonum en Erythronium californicum. De soorten afkomstig uit het hooggebergte zijn moeilijk te kweken.
De gemakkelijkste soort uit het oostelijk deel van Noord-Amerika is Erythronium umbilicatum. De anderen worden zelden aangeboden, omdat zij buiten hun natuurlijke standplaatsen moeilijk in bloei te krijgen zijn.

### Enkele cultivars en hybriden
- Een paar cultivars van Erythronium dens-canis zijn de lichtpaarse ‘Lilac Wonder’, de purperroze ‘Purple King’, de helder roze ‘Pink Perfection’ en de vroegbloeiende witte ‘Snowflake’.
- Erythronium ‘White Beauty’, een krachtige cultivar van onzekere afkomst – vermoedelijk een sterke vorm van Erythronium californicum, heel waarschijnlijk niet (zoals het vaak beweerd wordt) van Erythronium revolutum – is gemakkelijk te kweken.
- De gele ‘Kondo’ en lichtgele ‘Pagoda’ zijn forse kruisingen tussen Erythronium tuolumnense en Erythronium ‘White Beauty’.
- De zelden aangeboden ‘Jeanette Brickel’ – een fraaie hybride tussen Erythronium hendersonii en Erythronium ‘White Beauty’ – heeft grote roze bloemen.

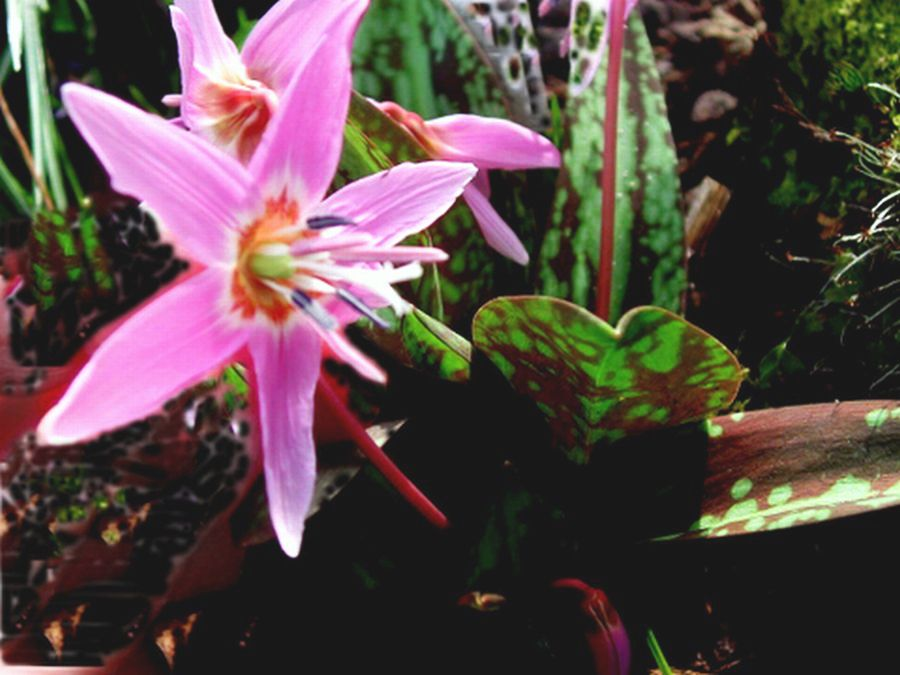
Erythronium dens-canis 'Purple King'
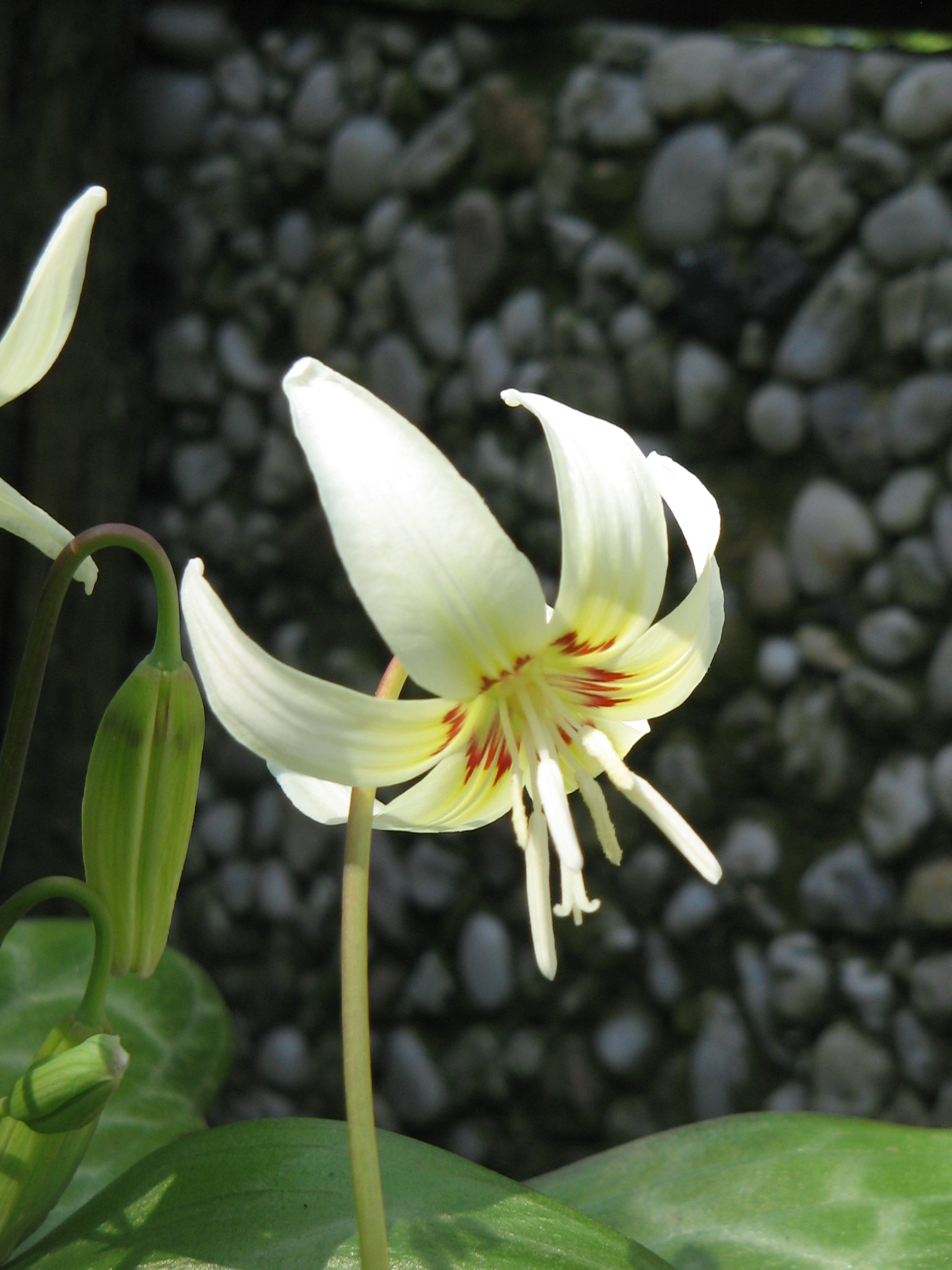
Erythronium 'White Beauty'
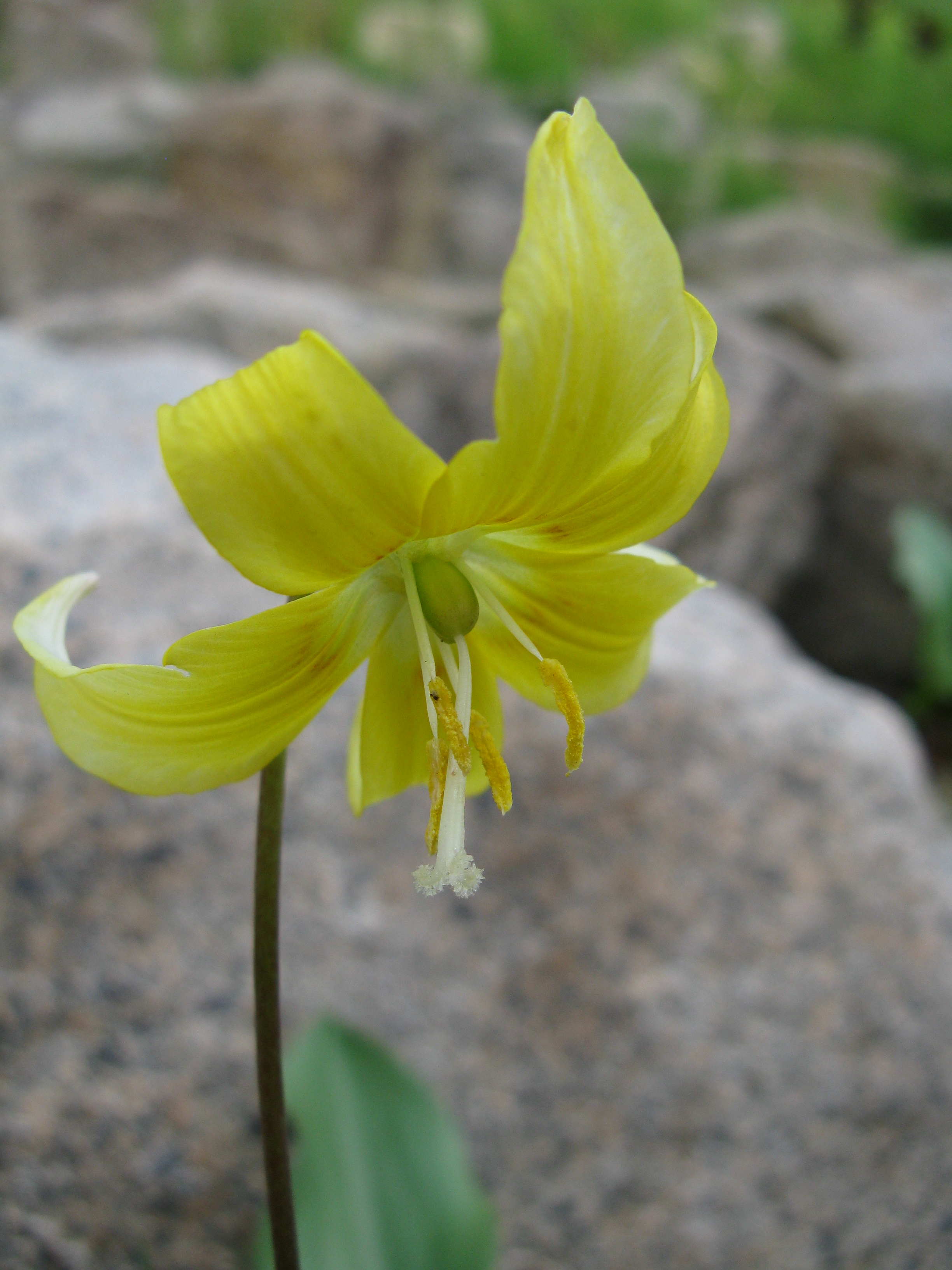
Erythronium 'Pagoda'

## Katakuriko
In Japan wordt de bol van Erythronium japonicum (Katakuri in Japans: 片栗) gebruikt om zetmeel te produceren. Katakuriko, een fijne zijdeachtige poeder, wordt zoals maïzena gebruikt als bindmiddel voor sausen of om tempura te begeleiden, vooral wanneer de frituur snel moet gebeuren zodat het belegsel niet wordt beschadigd. Katakuriko wordt tegenwoordig meestal uit aardappelen geproduceerd – een minder duur en gemakkelijker beschikbaar goed.
Amana · Calochortus · Cardiocrinum · Clintonia · Erythronium · Fritillaria · Gagea (Geelster) · Lilium (Lelie) · Medeola · Notholirion · Prosartes · Scoliopus · Streptopus · Tricyrtis · Tulipa (Tulp)